# Chaszczów
Chaszczów (ukr. Хащів) – wieś na Ukrainie, na terenie obwodu lwowskiego, w rejonie samborskim (do 2020 roku w rejonie turczańskim), nad Chaszczówką (lewy dopływ Dniestru). Liczy około 467 mieszkańców.
W 1921 r. liczyła około 764 mieszkańców. Za II RP w powiecie turczańskim (do 1931 województwo stanisławowskie, następnie województwo lwowskie). Od 1 sierpnia 1934 należała do gminy Łomna.

## Ważniejsze obiekty
- Cerkiew greckokatolicka